# Balantiopteryx plicata
Balantiopteryx plicata é uma espécie de morcego da família Emballonuridae. Pode ser encontrada no México, Guatemala, El Salvador, Honduras, Nicarágua, Costa Rica e também no norte da Colômbia.